# 塞庫西久鄉

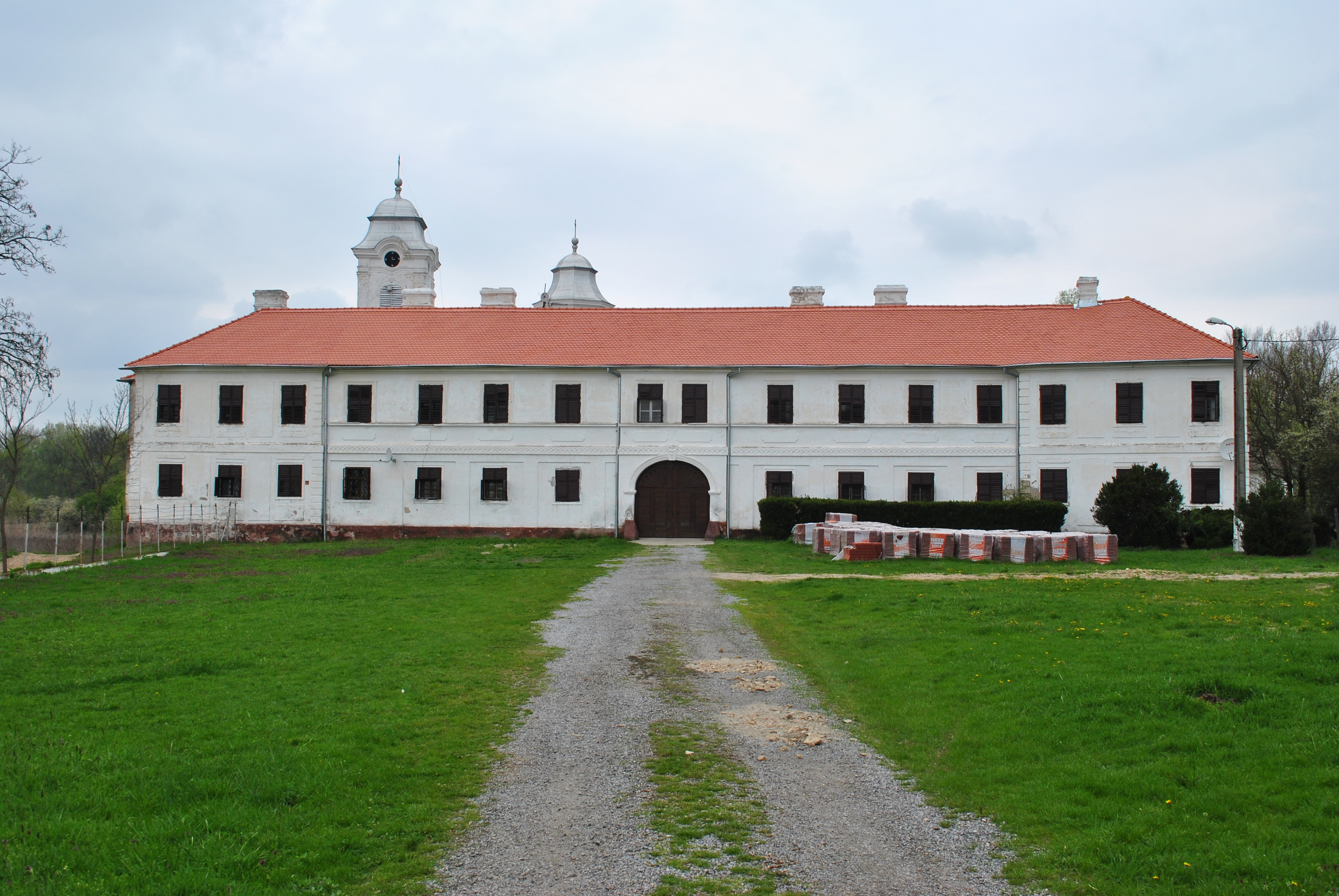

46°05′N 20°59′E / 46.083°N 20.983°E
塞庫西久鄉（羅馬尼亞語：Comuna Secusigiu, Arad），是羅馬尼亞的鄉份，位於該國西部，由阿拉德縣負責管轄，面積140平方公里，海拔高度85米，2011年人口5,509，人口密度每平方公里37人。